# Coureur suppléant
Au baseball, un coureur suppléant est un joueur qui est amené dans la partie pour courir autour des buts à la place d'un autre joueur. Dans la majorité des cas, le joueur employé comme coureur suppléant sera plus rapide ou plus habile à courir les sentiers que le joueur qu'il a remplacé. Un coureur suppléant pourra aussi être utilisé pour relever un joueur s'étant blessé lors de son tour au bâton ou autour des buts, ou sera introduit dans le match pour provoquer une double substitution.
À l'instar des autres substitutions au baseball, le joueur retiré de la partie pour faire place à un coureur suppléant ne pourra pas réapparaître dans ce même match.

## Coureurs de courtoisie
La règle 3.04 des réglements officiels des Ligues majeures de baseball fait état d'un type de coureur suppléant appelé « coureur de courtoisie » (courtesy runner). Ces joueurs venaient courir les sentiers lorsqu'un frappeur ou un coureur se blessait. Les coureurs de courtoisie pouvaient être des joueurs n'étant pas apparus dans le match au préalable, ou un joueur déjà utilisé par l'équipe qui recourait à cette règle. Le coureur de courtoisie, une fois son travail accompli, pouvait demeurer dans le match à une position en défensive ou être réutilisé plus tard par l'équipe. Le coureur remplacé pour cause de blessure pouvait également revenir plus tard dans le match. Les coureurs de courtoisie n'ont plus été utilisés dans les ligues majeures depuis 1949.

## Règle spéciale
Selon le règlement 10.24(c) des Ligues majeures de baseball, un athlète ne sera pas crédité d'une partie jouée s'il n'apparait que comme coureur suppléant dans un match. Une longue séquence de matchs consécutifs pourrait ainsi être interrompue, comme ce fut le cas en 1984 lorsque la séquence de 392 parties jouées consécutives d'Alfredo Griffin, des Blue Jays de Toronto, prit fin malgré le fait qu'il ait marqué le point victorieux après avoir été amené dans une rencontre en qualité de coureur suppléant.

## Coureurs suppléants célèbres
Le recours au coureur suppléant n'est pas rare, mais il est loin d'être aussi fréquent que l'usage d'un frappeur suppléant. Si certains joueurs deviennent parfois, à un moment de leur carrière, des frappeurs suppléants attitrés, presque exclusivement utilisés dans ce rôle, ce n'est pas le cas des coureurs suppléants.
Une exception notable fut Herb Washington, des Athletics d'Oakland. Le propriétaire de l'équipe, Charlie Finley, eut l'idée qu'il serait utile pour un club de posséder un « coureur désigné », qui ne serait utilisé dans aucune autre circonstance. Il fit donc signer un contrat à Washington, un sprinteur étoile s'étant distingué en athlétisme mais n'ayant jusque-là aucune expérience du baseball. Le rapide coureur fut utilisé à 105 reprises par les Athletics en 1974 et 1975, sans jamais aller au bâton ou jouer en défensive. Il termina sa courte carrière dans les ligues majeures de baseball avec 33 points marqués et 31 buts volés. La carte de baseball qu'émis en 1975 la compagnie Topps pour Herb Washington spécifia pinch runner (coureur suppléant) comme « position », ce qui est un cas unique dans l'histoire des cartes de baseball des ligues majeures.
Quelques rares autres joueurs sont déjà apparus dans un match des majeures uniquement comme coureurs suppléants, sans jamais aller au bâton, comme Mel Kerr en 1925 pour les Cubs de Chicago et Gary Hargis pour les Pirates de Pittsburgh en 1979, mais il s'agit davantage d'un concours de circonstances, ces deux joueurs n'étant apparus que dans un match chacun.